# Augusto (nome)
Augusto  è un nome proprio di persona italiano maschile.

## Varianti
- Maschili
  - Alterati: Augustino, Augustolo[1]
  - Ipocoristici: Gusto, Tino
- Femminili: Augusta[1]

### Varianti in altre lingue
- Catalano: August[2]
- Danese: August[2]
- Finlandese: Aukusti[2]
  - Ipocoristici: Aku[2], Kusti[2]
- Francese: Auguste[2]
- Inglese: August[2], Augustus[3]
  - Ipocoristici: Gus[2][4]

- Latino: Augustus[1][2][4]
  - Alterati: Augustulus[1]
- Lettone: Augusts[2]
- Lituano: Augustas[2]
- Norvegese: August[2]
- Olandese: Augustus[2]
  - Ipocoristici: Guus[2]
- Polacco: August[2][4]

- Portoghese: Augusto[2]
- Russo: Август (Avgust)[2]
- Sardo: Austu
- Sloveno: Avgust[2]
- Spagnolo: Augusto[2]
- Svedese: August[2]
- Tedesco: August[2][4]
- Ucraino: Август (Avgust)[2]

## Origine e diffusione

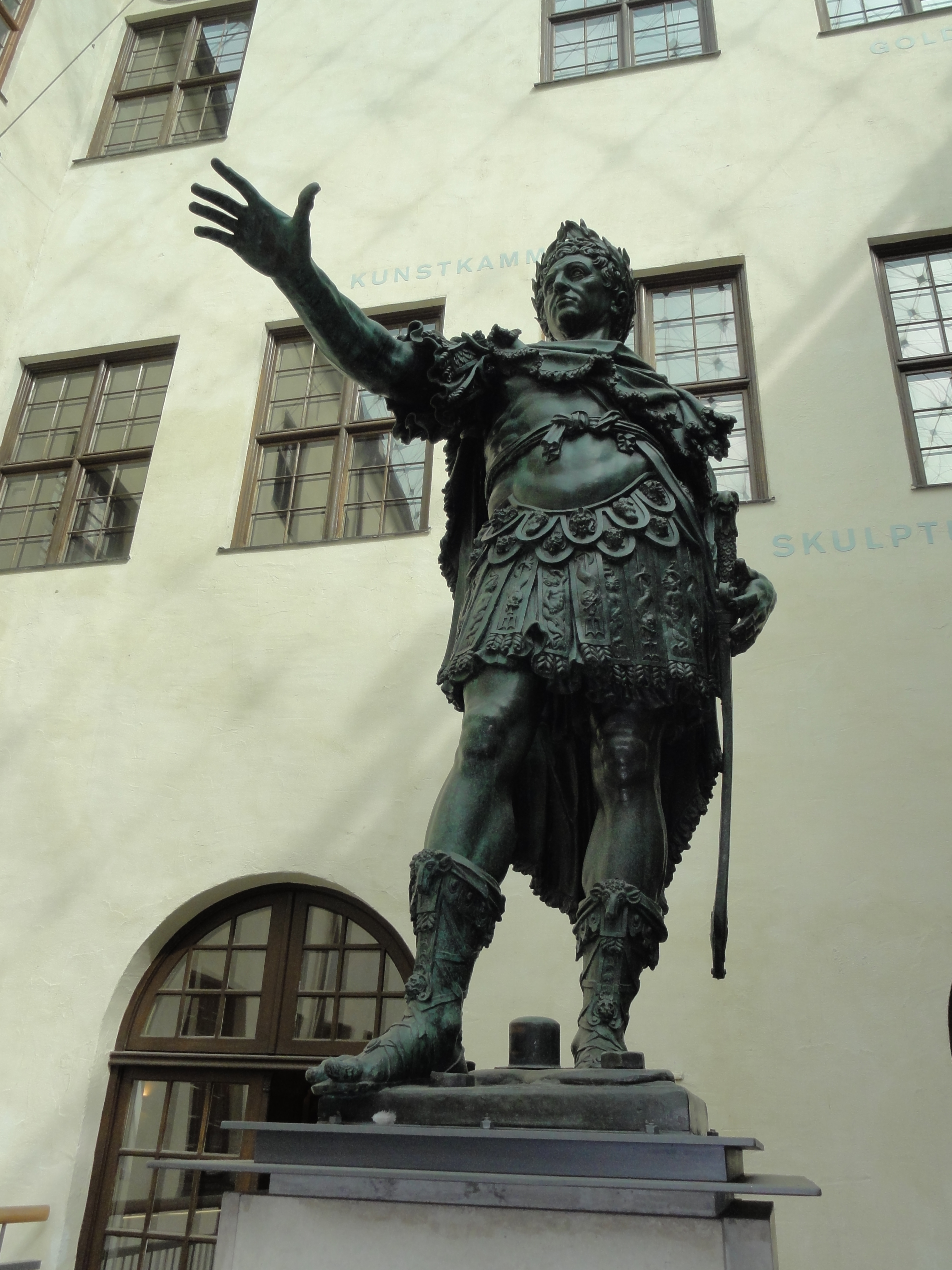
Statua di Augusto ad Augusta

Riprende il titolo onorifico romano "Augusto", in latino Augustus; etimologicamente, si basa sul verbo augere ("aumentare", "accrescere"), quindi significa "grande", "venerabile".
È particolarmente noto per essere stato adottato dall'imperatore romano Ottaviano, che è quindi principalmente noto come Augusto. Il nome Agostino è un patronimico derivante da Augusto, anche se spesso viene considerato un suo diminutivo.
Cominciò ad essere usato come nome proprio di persona nel XVI secolo, e nel XVIII venne reso celebre dal casato di Hannover. Va notato che in inglese, la forma August viene usata sempre più frequentemente con riferimento al mese di agosto (appunto August in tale lingua).

## Onomastico
L'onomastico si può festeggiare in memoria di diversi santi e beati, ricordati alle date seguenti:
- 29 febbraio (28 se l'anno non è bisestile), sant'Augusto Chapdelaine, martire in Cina[5]
- 22 marzo, beato Clemens August von Galen, vescovo di Münster e cardinale[5]
- 8 aprile, beato August Czartoryski, sacerdote salesiano[5]
- 1º settembre, sant'Augusto di Calatia, primo vescovo di Caserta[5]
- 7 ottobre, sant'Augusto di San Sinforiano, abate a Bourges[5]

Un altro sant'Augusto, un tempo annoverato tra i compagni martirizzati con san Flavio a Nicomedia e commemorato il 7 maggio, è stato poi rimosso dal martirologio romano.

## Persone
- Augusto, imperatore romano
- Augusto II di Polonia, re di Polonia
- Augusto III di Polonia, re di Polonia
- Augusto Binelli, cestista italiano
- Augusto Bompiani, pittore italiano
- Augusto Daolio, cantante italiano
- Augusto De Marsanich, politico e giornalista italiano
- Augusto Genina, regista e produttore cinematografico italiano
- Augusto Murri, medico italiano
- Augusto Pinochet, generale e politico cileno
- Augusto Righi, fisico e politico italiano
- Augusto Turati, politico, dirigente sportivo e giornalista italiano

### Variante August

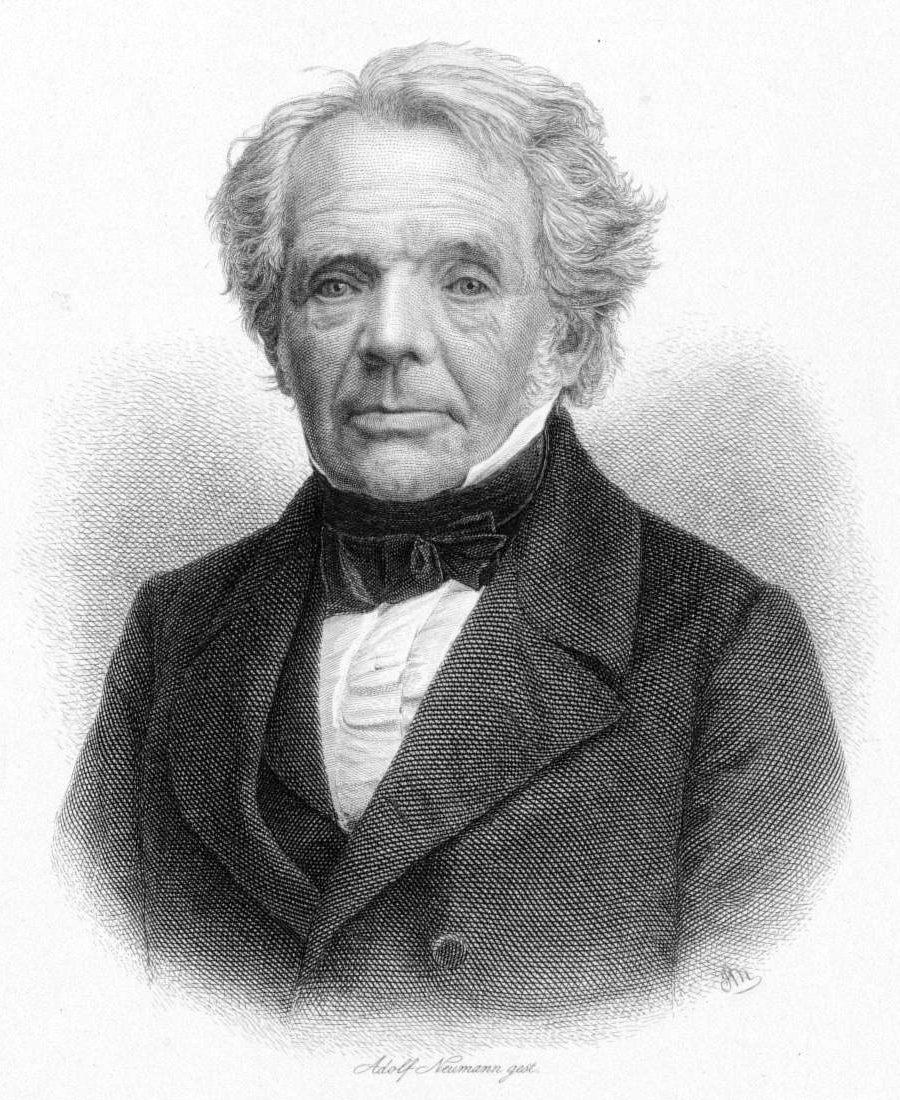
August Ferdinand Möbius

- August Bournonville, danzatore e coreografo danese
- August de Montferrand, architetto francese
- August Endell, architetto tedesco
- August Hermann Francke, teologo e pedagogo tedesco
- August Macke, pittore tedesco
- August Malmström, pittore e incisore svedese
- August Ferdinand Möbius, matematico e astronomo tedesco
- August Schleicher, linguista tedesco
- August Strindberg, drammaturgo, scrittore e poeta svedese
- August Thyssen, imprenditore tedesco
- August von Platen-Hallermünde, poeta e drammaturgo tedesco
- August von Mackensen, generale tedesco
- August Weismann, biologo e botanico tedesco

### Variante Auguste
- Auguste Beernaert, politico belga

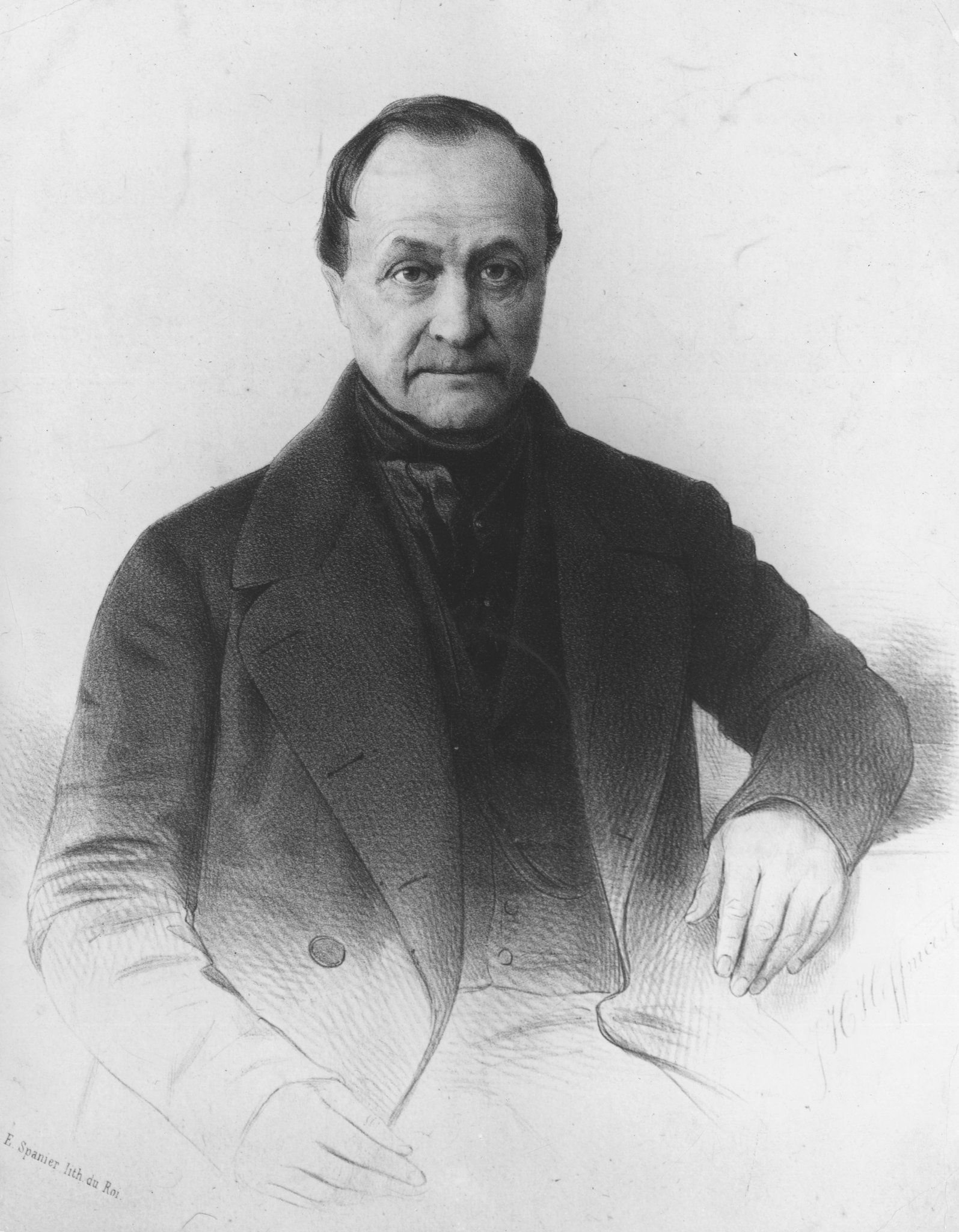
Auguste Comte

- Auguste Blanqui, rivoluzionario, attivista e politico francese
- Auguste Bravais, fisico, cristallografo e meteorologo francese
- Auguste Comte, filosofo e sociologo francese
- Auguste Escoffier, cuoco francese
- Auguste Lumière, imprenditore francese
- Auguste Perret, architetto e imprenditore francese
- Auguste Piccard, fisico ed esploratore svizzero
- Pierre-Auguste Renoir, pittore francese
- Auguste Rodin, scultore e pittore francese

### Variante Augustus
- Augustus Carney, attore britannico

Augustus Pablo

- Augustus De Morgan, matematico e logico britannico
- Augustus Gregory, esploratore britannico
- Augustus Henry FitzRoy, nobile e politico britannico
- Augustus John, pittore britannico
- Augustus Le Plongeon, fotografo e archeologo britannico
- Augustus Meineke, filologo tedesco
- Augustus Mongredien, scacchista e scrittore britannico
- Augustus Pablo, musicista e produttore discografico giamaicano
- Augustus Phillips, attore statunitense
- Augustus Prew, attore britannico
- Augustus Pugin, architetto e designer britannico
- Augustus E. Thomas, commediografo, sceneggiatore e giornalista statunitense
- Augustus M. Toplady, predicatore e poeta britannico

### Altre varianti
- Avgust Pirjevec, critico letterario, bibliotecario e lessicografo sloveno

## Il nome nelle arti
- Augustus Hill è un personaggio della serie televisiva Oz.
- Auguste Dupin è un personaggio letterario presente in diverse opere di Edgar Allan Poe.
- Augustus S. F. X. Van Dusen è un personaggio letterario presente in diverse opere di Jacques Futrelle.
- Auguste è il vampiro antagonista nel videogioco arcade Vampire Night.